# Ruptura sino-sovietică

Ruptura chino-sovietică: Statele comuniste din 1980 de partea Uniunii Sovietice (roșu); pro-chineze (galben) și țările ne-aliniate conflictului: Coreea de Nord și Iugoslavia (negru).

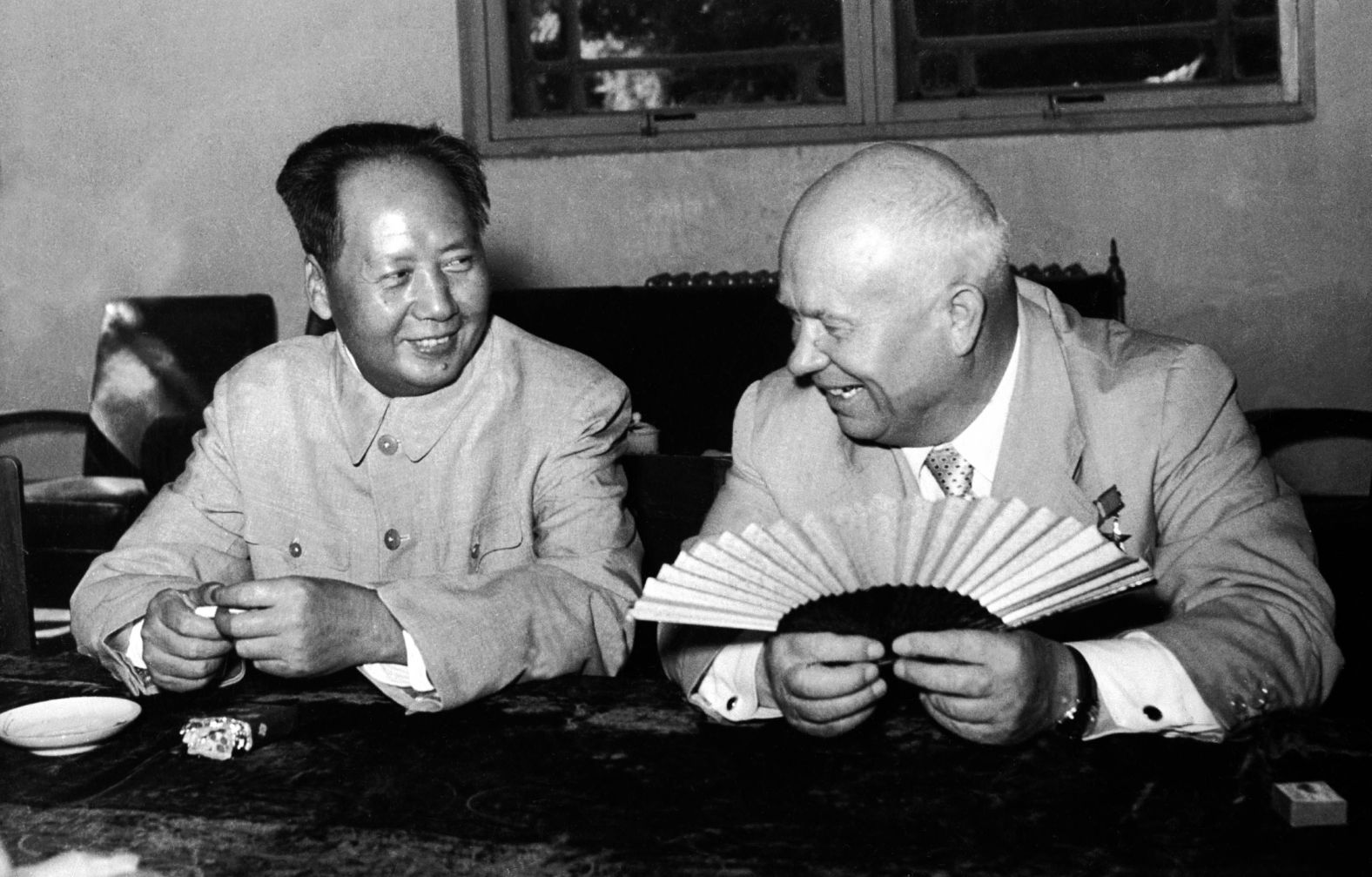
Nikita Sergheevici Hrușciov și Mao Zedong în 1958

Ruptura sino-sovietică a fost agravarea progresivă a relațiilor dintre Republica Populară Chineză (RPC) și Uniunea Republicilor Sovietice Socialiste (URSS) în timpul Războiului Rece (1945-1991). Din 1956, țările au avut (în secret) divergențe ideologice, și, începând din 1961, comuniștii chinezi în mod oficial au denunțat „Grupul revizionist trădător al conducerii sovietice”. În anii 1960, această divergență intelectuală a devenit critică, continuând până la sfârșitul anilor 1980 - și totuși ea a fost adusă în discuție și la desființarea URSS-ului în 1991. Divergența  doctrinară a celor două partide s-a datorat mai mult interesului național chinez sau rus, ca și modului de interpretare a ideologiilor marxiste. 